# Museu de Pérgamo
O Museu Pergamon ou Museu de Pérgamo (Alemão: Pergamonmuseum) é um dos museus da Ilha dos Museus, em Berlim. O seu projeto foi desenhado por Alfred Messel e Ludwig Hoffmen, que se inspiraram no Altar de Pérgamo para o planear. A sua construção demorou cerca de vinte anos, com início em 1910 e fim em 1930.
Hoje em dia, este museu está organizado em 3 partes: 
1. a colecção de arte da antiguidade clássica, onde se destacam o fabuloso Altar de Pérgamo e as Portas do Mercado de Mileto bem como excelentes exemplares de escultura grega e romana;
2. Museu do Antigo Oriente Próximo, que, para além da grandiosa Porta de Istar, contém uma excelsa coleção de arte islâmica, com diversos objetos provenientes da Antiga Babilónia e da Antiga Suméria;
3. o museu de arte Islâmica, com destaque para a Fachada de Mshatta, um palácio do século VIII descoberto na atual Jordânia, bem como excelentes exemplares de artes decorativas islâmicas.

O museu é visitado, aproximadamente, por 850 mil pessoas, todos os anos.

## Origem
Localizado na Ilha dos Museus, conhecida como Museu Bode, o local abriu em 1904. Durante este período, ficou evidente que o edifício não era grande o suficiente para conseguir hospedar todos os tipos de arte e tesouros arqueológicos que eram escavados sob a supervisão alemã. Essas escavações aconteciam nas áreas da antiga Babilônia, além de cidades como Uruque, Assur, Mileto, Priene e antigo Egito. 
O diretor do Museu Cáiser Frederico, na época Wilhelm von Bode, começou a planejar a construção de um museu novo, para conseguir acomodar toda a arquitetura antiga, desde a arte alemã pós-antiguidade até a arte do Oriente Médio e da arte islâmica. 
Alfred Messel começou um projeto em 1906, referente ao grande edifício de três alas. No entanto, em 1909, após sua morte, seu amigo Ludwing Hoffman assumiu o comando da construção. Em 1910, deu continuidade à ação ao longo da Primeira Guerra Mundial (1918) e, inclusive, durante a década de 1920. Foi somente em 1930 que o edifício foi inaugurado.
Durante os ataques aéreos que aconteceram em Berlim, no final da Segunda Guerra Mundial, o Museu de Pérgamo foi gravemente atingido. Muitos dos objetos que ficavam para exposição acabaram sendo armazenados em locais seguros. Além disso, algumas das grandes exposições foram fechadas para proteção. 
Já em 1945, o Exército Vermelho recolheu todos os itens que ficavam soltos no museu. Assim, partes importantes da coleção permaneceram na Rússia. Outros objetos estão localizados no Museu Pushkin, em Moscou, e no Museu do Hermitage, em São Petesburgo. 
A volta de todos esses itens foi organizada durante um tratado entre Alemanha e a Rússia. Porém, foi a partir de junho de 2003 que o local foi bloqueado, por conta das leis de restituição russas. 

## Coleção de Antiguidade
A coleção remonta aos eleitores-príncipes, ou Kurfürsten, de Brandemburgo, que colecionaram objetos da antiguidade. Ela começou com uma aquisição por um arqueólogo romano, em 1698. Primeiro, tornou-se acessível (em partes) ao público em 1830, quando o Museu Altes foi aberto. Depois, se expandiu muito com as escavações em Olímpia, Samos, Pérgamo, Mileto, Priene, Magnésia, Chipre e Dídimos.
Esta coleção é dividida entre o Museu de Pérgamo e o Museu Altes. Ela contém escultura das épocas arcaicas para a idade helenística, bem como obras de arte da antiguidade grega e romana: arquitetura, esculturas, inscrições, mosaicos, bronze, jóias e cerâmica. 
As principais exposições são o Altar de Pérgamo, do século II a.C., com um friso escultural de 113 metros (371 pés) de comprimento, que retrata a luta dos deuses e dos gigantes, e o Portão de Mileto, da antiguidade romana. 
Como a Alemanha após a Segunda Guerra Mundial, a coleção também se dividiu entre o muro. O Museu de Pérgamo foi reaberto em 1959, em Berlim Oriental, enquanto o que restava em Berlim Ocidental foi exibido em Schloss Charlottenburg.

## Museu de Arte Islâmica
Quando o Museu Bode abriu, em 1904, uma seção para a arte islâmica foi criada e posteriormente incluída no Museu de Pérgamo (1950). Além das obras de arte islâmicas do século VIII ao XIX, que variam de Espanha à Índia, a principal atração é a fachada de Mshatta, que se origina em um palácio do deserto islâmico inesquecível, localizado no sul de Amã, na Jordânia atual. 
Foi um presente do sultão otomano Abdulamide II ao imperador Guilherme II, da Alemanha. Partes do lado oriental da fachada e as ruínas da estrutura permanecem na Jordânia. Outra exposição única é a sala Alepo. Esta área do museu possui uma sala de recepção da casa de um corretor em Aleppo, na Síria, que foi encomendada durante o período otomano. 
O Museu de Arte Islâmica também hospeda regularmente exposições temporárias de arte moderna do mundo islâmico, como 2008 Turkish Delight (design turco contemporâneo) e Naqsh (Gênero na Arte e Sociedade Iraniana).
Em 2008, parte da Coleção Keir de Edmund de Unger, anteriormente alojada em sua casa em Ham, Surrey, foi colocada em empréstimo de longo prazo ao Museu por um período inicial de 15 anos. Uma das mais importantes coleções privadas de arte islâmica pós-guerra abrange todo o mundo islâmico desde o século medieval, até o século XVIII, e inclui carpetes, têxteis, manuscritos iluminados, bookbindings, cerâmica, metalware e objetos de cristal de rocha.

## Planos
O plano abrangente para a Ilha dos Museus inclui uma expansão do Museu de Pérgamo, com conexões para o Museu Neues, Museu Bode, Alte Nationalgalerie e um novo centro de visitantes, a Galeria James Simon. Um concurso de arquitetura em 2000 foi conquistado por Oswald Mathias Ungers de Colônia. O Museu de Pérgamo será reconstruído de acordo com seu plano, que pretende grandes alterações a edifícios inalterados desde 1930. 
O atual prédio de entrada no Tribunal de Honra será substituído por uma quarta ala, e uma caminhada subterrânea conectará quatro dos cinco museus.  Desde o final de setembro de 2014, o museu está parcialmente fechado para renovação. O salão que contém o Altar de Pérgamo permanecerá fechado para o público em geral. Inicialmente, a reabertura estava programada para 2019. 
Em novembro de 2016, foi revelado que a renovação não seria concluída antes de 2023 e os custos estimados do projeto quase duplicariam para 477 milhões de euros. Duas casas de bombas construídas no chão durante a construção inicial entre 1910 e 1930 foram descobertas, causando custos e atrasos crescentes. Pelo menos 60 milhões de euros do aumento dos custos são diretamente decorrentes do fato de os custos de construção terem aumentado desde a estimativa original há 10 anos. Também foi anunciado que um espaço de exposição temporária será construído em frente à Ilha dos Museus, a uma curta distância do Museu de Pérgamo. 
Ele abrirá um panorama da cidade antiga pelo artista berlinense Yadegar Asisi, uma reconstrução em 3D do famoso Altar de Pérgamo pelo Fraunhofer Institute for Computer Graphics Research e partes do altar, incluindo o Friso de Telephos. O prédio temporário está programado para abrir na primavera de 2018.  

## Leitura complementar
- Haase, Claus-Peter (2007), A Collector's Fortune: Islamic Art from the Collection of Edmund de Unger, ISBN 978-3-7774-4085-9, Hirmer Publishers, distributed by Chicago University Press
- Bilsel, Can (2012), Antiquity on Display: Regimes of the Authentic in Berlin's Pergamon Museum, ISBN 978-0-1995-7055-3, Oxford University Press